# Днепроэнерго
Днепроэнерго (укр. Дніпроенерго) — украинская энергогенерирующая компания, производитель электро- и теплоэнергии.
Установленная мощность составляет 8185 МВт (16 % от общей мощности электростанций Украины). Генерирующие мощности ПАО «Днепроэнерго» сосредоточены на трёх тепловых электростанциях: Приднепровская ТЭС (Днепр), Криворожская ТЭС (Зеленодольск) и Запорожская ТЭС (Энергодар).
На ТЭС компании установлено 25 энергоблоков:
- на Приднепровской ТЭС — 4 энергоблока по 150 МВт, 3 энергоблока по 285МВт, 1 энергоблок * 310 МВт, основное проектное топливо — уголь марки АШ, резервное — мазут, газ;
- на Криворожской ТЭС — 10 энергоблоков по 282 МВт, проектное топливо — уголь марки П, резервное — мазут, газ;
- на Запорожской ТЭС — 4 энергоблока по 300 МВт, 3 энергоблока по 800 МВт, топливом для электростанции является уголь марки Г, ДГ, мазут, газ.

На долю «Днепроэнерго» приходится 8,9 % от общего объёма выработанной в государстве электроэнергии. Удельные затраты топлива на производство 1 кВт•ч электроэнергии являются одними из наиболее низких на Украине.
На начало 2011 года численность персонала компании составляла 8671 человек.
Сегодня [когда?] в компании начата программа широкомасштабного технического переоснащения генерирующих мощностей. Так, в 2007 г. — осуществлена модернизация блока № 8 Приднепровской ТЭС, в 2008 — после 12-летнего пребывания в холодном резерве восстановлен блок № 10 Криворожской ТЭС. Начата реконструкция блоков № 3 Криворожской ТЭС и № 9 Приднепровской ТЭС с заменой электрофильтров, а также энергоблока № 1 Запорожской ТЭС. В дальнейшем компания планирует осуществлять техническое переоснащение одного блока на каждой ТЭС ежегодно.

## История
- 1931 год, 7 июня — организовано «Приднепровское районное управление государственных электрических сетей „Днепроэнерго“» с размещением в городе Днепропетровске.
- 1934 — Упразднено «Приднепровское районное управление „Днепроэнерго“» и организован «Днепровский энергетический комбинат» с размещением в г. Запорожье.
- 1935 — «Днепровский энергетический комбинат» преобразован в РЭУ «Днепроэнерго», начато строительство Днепропетровской ПЭС[неизвестный термин] (ДПЭС) и Криворожской ПЭС (КПЭС[неизвестный термин]).
- 1946 — Создано предприятие военизированной охраны объектов энергетики (ВОХР).
- 1948 — Создано Запорожское восточное ПЭС (ЗВПЭС).
- 1951 — Создан Комбинат коммунальных предприятий (ККП).
- 1952 — Согласно Постановлению Совета Министров от 22 декабря 1950 началось строительство Приднепровской ГРЭС (ПдГРЭС).
- 1954 — 27 декабря 1954 на Приднепровской ГРЭС включен в сеть турбогенератор № 1 мощностью 100 мегаватт.
- 1961 — Начато строительство Криворожской ТЭС (КрТЭС).
- 1963 — 28 декабря на Приднепровской ГРЭС введен в строй первый в СССР энергоблок мощностью 300 мегаватт.
- 1965 — Ввод Криворожской ГРЭС (КрГРЭС) в эксплуатацию.
- 1966 — 28 октября Приднепровская ГРЭС достигла проектной мощности — 2400 тысяч киловатт.
- 1970 — Начато строительство Запорожской ТЭС (ЗаТЭС).
- 1972 — Начато строительство Запорожской ГРЭС (ЗаГРЭС).
- 1978 — 5 июля согласно Постановлению Совета Министров СССР начата реконструкция энергоблоков 150 МВт Приднепровской ГРЭС под теплофикационный режим работы.
- 1986 — в феврале 1986 года Приднепровская ТЭС подала горячую воду на жилмассив Солнечный г. Днепропетровска.
- 1995 год — создана генерирующая компания (ОАО «Днепроэнерго») на базе ПдГРЭС, КрГРЭС, ЗаГРЭС, ДЭРП, ДЭСРП, ДЭН, ДЭАТ, ДПМТО, ВОХР.
- 2007 г. — Антимонопольный Комитет Украины (АМКУ) разрешил присоединение ООО «Инвестиционное общество» к ОАО «Днепроэнерго».[7]
- 2010—2011 год — структурное преобразование компании; генерирующая компания ОАО «Днепроэнерго» состоит из исполнительной дирекции, ПСП[неизвестный термин] ПдТЭС, ПСП КрТЭС, ПСП ЗаТЭС, СП ДЭС, СП ДЭАТ, СП ВОХР, СП Соцэнерго.
- С 11 апреля 2011 года — изменена форма собственности на «Публичное акционерное общество». Согласно распоряжению Кабмина № 1105 2 ноября 2011 года, объявлена продажа государственного пакета (25 %) акций ПАО «Днепроэнерго».[4] Аукцион назначен на 11 января 2012 г[8][9]. В декабре 2011 г. наблюдательный совет «Днепроэнерго» принял решение о создании обособленных предприятий на базе трех теплоэлектростанций общества (ЗаТЭС, КрТЭС и ПдТЭС)[10].
- С 21 мая 2018 года Публичное акционерное общество «ДТЭК Днепрооблэнерго» (сокращенное наименование - ПАО «ДТЭК Днепрооблэнерго») переименовано в акционерное общество «ДТЭК Днепровские электросети» (сокращенное наименование - АО «ДТЭК Днепровские электросети»).